# Les Saisons (Tchaïkovski)
Pour les articles homonymes, voir Les Saisons.
Les Saisons (en russe : Времена года), op. 37a, est le titre d'une suite de morceaux pour piano composés par Piotr Ilitch Tchaïkovski entre novembre 1875 et mai 1876.

## Structure
1. Janvier - Au coin du feu (Январь - У камелька)
2. Février - Le Carnaval (Февраль - Масленица)
3. Mars - Chant de l'alouette (Март - Песнь жаворонка)
4. Avril - Perce-neige (Апрель - Подснежник)
5. Mai - Les Nuits de mai (Май - Белые ночи)
6. Juin - Barcarolle (Июнь - Баркаролла)
7. Juillet - Chant du faucheur (Июль - Песнь косаря)
8. Août - La Moisson (Август - Жатва)
9. Septembre - La Chasse (Сентябрь - Охота)
10. Octobre - Chant d'automne (Октябрь - Осенняя песня)
11. Novembre - Troïka (Ноябрь - На тройке)
12. Décembre - Noël (Декабрь - Святки)

L'exécution des Saisons dure approximativement 40 minutes.

## Genèse
Tchaïkovski compose Les Saisons de décembre 1875 à novembre 1876 à la demande de Nikolaï Matveïevitch Bernard, l'éditeur du Nouvelliste, un magazine musical mensuel de Saint-Pétersbourg qui publie des partitions en supplément. Deux morceaux de Tchaïkovski sont déjà publiés en 1873. Nikolaï Bernard lui demande en 1875 de composer un morceau chaque mois pour le magazine, peignant un tableau poétique de chaque mois concerné. Nikolaï Bernard suggère douze titres programmatiques et c'est probablement lui qui choisit les épigraphes précédant les morceaux, toutes écrites par des poètes russes.
Selon les mémoires de Nikolaï Kachkine, Tchaïkovski trouve la tâche simple et insignifiante. À sa demande, c'est son domestique qui lui rappelle chaque mois à un jour précis : « Piotr Ilitch, c'est l'heure de votre envoi à Saint-Pétersbourg ». Tchaïkovski s'assoit alors, et écrit une pièce d'un seul jet avant de l'envoyer. En dépit de l'évidente nonchalance de ces créations, le cycle de pièces pour piano est brillant.
Quand l'année arrive à son terme, Nikolaï Bernard offre une impression collective des douze pièces à ses adhérents en récompense de leur loyauté. Il assigne au cycle l'opus 37 et lui donne pour titre Les Saisons. En 1885, l'éditeur principal de Tchaïkovski, Pyotr Jürgenson, obtient les droits des pièces et les réédite la même année sous le titre Die Jabreszeiten : 12 Charakterbilder für Klavier (Les Saisons : Douze pièces de caractère pour piano). Ensuite, le numéro d'opus arbitrairement choisi par Nikolaï Bernard entrant en conflit avec la Grande Sonate pour piano dans le système numérique de Jürgenson, il est renommé opus 37bis ou 37a.
Tchaïkovski se réjouit sans aucun doute d'une telle commission, qui apporte un supplément à son salaire de professeur d'harmonie au Conservatoire de Moscou et au revenu qu'il tire de ses compositions et de ses activités de critique musical pour le Rousski Vedemosti.

## Épigraphes poétiques
Chaque morceau est accompagné d'une épigraphe poétique en russe. Ci-dessous les traductions des épigraphes.
1. Janvier - Au coin du feu
Ce lieu de douceur et de paix,

La nuit l'a vêtu de pénombre ;

Le feu s'éteint dans la cheminée,

La chandelle charbonne.
— Alexandre Pouchkine
2. Février - Le Carnaval
Bientôt du fringant carnaval,

Le grand banquet va commencer.
— Piotr Viazemski
3. Mars - Chant de l'alouette
Les champs sont miroitants de fleurs,

Des vagues de clarté déferlent dans le ciel,

Le chant des alouettes printanières

Dans le gouffre d'azur se répand.
— Apollon Maïkov
4. Avril - Perce-neige
Tout bleu, tout pur, le perce-neige.

Autour, finement ajourée, la dernière neige.

Dernières larmes sur les peines passées

Et premiers rêves d'une autre félicité.
— Apollon Maïkov
5. Mai - Les Nuits de mai
Quelle nuit !

Partout quelle tendresse !

Sois remercié, cher pays boréal !

Du royaume des glaces,

Des bourrasques, des neiges,

Si frais, si pur, ton mois de mai s'envole.
— Afanassi Fet
6. Juin - Barcarolle
Nous rejoignons la côte

Où les ondes câlineront nos pieds.

Les étoiles, par une tristesse secrète,

Brillent sur nous.
— Alexeï Pletcheiev
7. Juillet - Chant du faucheur
Épaule, détends-toi,

Prends ton élan, ô bras !

Souffle-moi au visage,

Toi, le vent du midi !
— Alexeï Koltsov
8. Août - La Moisson
Par familles entières

On mène la moisson,

Fauchant à la racine

Les grands épis de seigle !

En meules bien épaisses,

On rassemble les gerbes

Toute la nuit grince

Le refrain des charrettes.
— Alexeï Koltsov
9. Septembre - La Chasse
C'est l'heure !

Les trompes sonnent !

Les piqueurs en habit de chasse dès l'aube sont à cheval ;

Les lévriers en laisse sautent.
— Alexandre Pouchkine
10. Octobre - Chant d'automne
C'est l'automne, notre pauvre jardin s'effeuille,

Les feuilles jaunies volent dans le vent…
— Alexis Konstantinovitch Tolstoï
11. Novembre - Troïka
Ne contemple pas la route tristement,

Ne te hâte point de suivre la troïka.

La mélancolie dans ton cœur tapie,

Impose-lui le silence à jamais.
— Nikolaï Nekrassov
12. Décembre - Noël
La veille de Noël, des jeunes filles lisaient l'avenir :

Elles retiraient leurs souliers et les jetaient dehors.
— Vassili Joukovski